# Vinalesa
Vinalesa – gmina w Hiszpanii, w prowincji Walencja, we wspólnocie autonomicznej Walencja, o powierzchni 1,53 km². W 2011 roku liczyła 3205 mieszkańców.